# Casa al carrer Rubió i Ors, 24 (Cornellà de Llobregat)
La Casa al carrer Rubió i Ors, 24 és una obra modernista de Cornellà de Llobregat (Baix Llobregat) inclosa a l'Inventari del Patrimoni Arquitectònic de Catalunya.

## Descripció
Casa modernista de dos pisos. Malgrat la modèstia de dimensions i de materials emprats, l'estil es troba clarament definit per les formes i les ornamentacions. Les línies sinuoses de la cornisa i les finestres fan joc amb els motius florals i vegetals d'aquelles, del frontó i dels laminats de la balconada i de les finestres baixes.

## Història
A finals del segle xix, ja consolidats els dos nuclis formats entorn de l'església i del castell, i al llarg del carrer anomenat de l'Església, s'obrí el tros de carrer Major (avui Rubió i Ors) que va des del carrer Almirall Vierna (antiga carretera de Sant Boi) fins a la planta elevadora de la Companyia d'Aigües, iniciant-se l'edificació de l'esmentada zona. Aquesta és la part de Cornellà on es troben els exemples d'arquitectura modernista perquè a la Rambla ja han estat substituïts pràcticament tots per edificis moderns. Poden ser datats d'abans de 1920 perquè aquesta és la data d'inici d'un altre projecte urbanístic: l'eixample i urbanització de la barriada de la Riera.